# 瑞穂酒造
瑞穂酒造株式会社（みずほしゅぞう）は、沖縄県那覇市に本社を置く酒造メーカー。創業嘉永元年（西暦1848年）の首里最古の泡盛の蔵元で、沖縄県で2番目に古い老舗企業である。「古酒は沖縄の宝もの」を酒造りの理念としてかかげている。また、1971年から泡盛梅酒の製造も行っており、泡盛梅酒の先駆けとされている。

## 沿革
- 1848年（嘉永元年） - 首里鳥堀にて創業。創業者玉那覇 山戸
- 1952年（昭和27年） - 5月19日 酒類醸造株式会社設立。(資本金$4500)
- 1965年（昭和40年） - 「泡盛 7年古酒瑞穂」（ロイヤル瑞穂の前身）発売
- 1968年（昭和43年） - 全国酒類食品品評会にて「泡盛 瑞穂」ダイヤモンド賞受賞。
- 1971年（昭和46年） - 泡盛梅酒・ハブ酒を発売開始。
- 1975年（昭和50年） - 現在の社名、瑞穂酒造株式会社に変更
- 1979年（昭和54年） - 「泡盛 古酒瑞穂25度」発売
- 1981年（昭和56年） - 「泡盛 ロックボーイ」発売
- 1984年（昭和59年） - 「泡盛 瑞穂」アメリカに輸出販売
- 1985年（昭和60年） - 国際品評会（モンドセレクション）にて「ロイヤル瑞穂・マイルド瑞穂」金、銀受賞。
- 1992年（平成04年） - 「泡盛 クロッシー」山本寛斎デザインにて発売
- 1995年（平成07年） - 樫樽貯蔵「泡盛 首里天」発売
- 1997年（平成08年） - 「泡盛 首里天」中国に輸出販売
- 1998年（平成10年） - 台湾瑞穂食品有限公司 設立
- 2006年（平成18年） - 六代目社長　玉那覇 有彦就任
- 2007年（平成19年） - 沖縄県産米（ちゅらひかり）使用「琉球泡盛 島米」発売
- 2008年（平成20年） - 創業160年記念「琉球泡盛 嘉榮30年」発売
- 2008年（平成20年） - 業界初「天然吟香（ぎんか）酵母」使用「琉球泡盛 ender（エンダー）」発売
- 2010年（平成22年） - 現社長　岡田　美佐子就任
- 2010年（平成22年） - 熟成十年古酒「古都首里25％」リニューアル発売（沖縄限定販売）
- 2010年（平成22年） - 熟成十年古酒「古都首里40％」リニューアル発売（沖縄限定販売）

## 所在地
- 住所：沖縄県那覇市首里末吉町4-5-16

## 協力
映画
- 空手バカ一代 （1977年）